# Chiesa di Sant'Ignazio da Laconi (Norbello)
La chiesa di Sant'Ignazio da Laconi è una chiesa campestre situata in territorio di Norbello, centro abitato della Sardegna centrale. Consacrata al culto cattolico, fa parte della parrocchia dei Santi Giulitta e Quirico, arcidiocesi di Oristano.